# Argyrodes tenuis
Argyrodes tenuis är en spindelart som beskrevs av Tord Tamerlan Teodor Thorell 1877. Argyrodes tenuis ingår i släktet Argyrodes och familjen klotspindlar.
Artens utbredningsområde är Sulawesi. Utöver nominatformen finns också underarten A. t. infumatus.